# Гранат
Гранатите са група минерали, различаващи се по състав, но имащи аналогична химична формула и еднакъв облик на кристалите си. Прозрачните бистри и наситено оцветени гранати са търсени скъпоценни камъни. Името произлиза от латинската дума granatus, с която се означавали семената на гранатовото дърво. Цветовете на гранатите могат да бъдат: пурпурночервен – алмандин, безцветен или жълто-зелен – гросулар, кафяв или черен – нарича се меланит, зелен – уваровит, червен – пироп, андрадит. Разновидност на андрадита е демантоидът, който е на второ място сред най-скъпите и редки видове гранат. А най-скъпият и рядък гранат на света е така нареченият син гранат. Той е подобен на александрита, защото променя цвета си в зависимост от осветлението, но в други цветове: на дневна светлина става лазурносин, а на изкуствена светлина през нощта – чистолилав

## Минерали от групата на гранатите
- Пироп – силикат на магнезия и алуминия, ярко до кърваво червен (бохемски рубин) и розов, желязосъдържащ (родолит)
- Алмандин – силикат на желязото и алуминия, най-разпространеният гранат, виолетово- и малиново-червен
- Спесартин – силикат на мангана и алуминия, медножълт и жълто-оранжев
- Гросулар – силикат на калция и алуминия, меднооранжев, желязосъдържащ (хесонит), червеникавокафяв (румянцевит), розов (розолит, ландерит, или ксалостоцит), зелен до тревистозелен (цаизит), ванадийсъдържащ и смарагдовозелен (цаворит), безцветен и прозрачен (левкогранат) и нефритовозелен и съдържащ хидроксилна група (хидрогросулар или африкански жад)
- Андрадит – силикат на калция и желязото, тревистозелен (демантоид), светлоозелен (желетит), златистожълт (топазолит), червено-кафяв (алохроит), кехлибарено-кафяв и черен, титаносъдържащ (меланит и шормолит)
- Уваровит – силикат на калция и хрома, ярко тревистозелен.

## История
Ювелирните украшения с гранати били разпространени още по времето на скитите. Векове наред се считало, че гранатът носи щастие в любовта и приятелството и предпазва собствениците си от враговете им. Благодарение на наситенокървавия цвят на пиропа и алмандина се появила легенда, че гранатите нормализират кръвното налягане и подпомагат кръвообращението. Астролозите го препоръчват на родените под знака на Овен и Лъв.
- Гранат
- Гросулар
- Гранат от кол. на Георги Златарски – Национален природонаучен музей